# Ngữ hệ Sioux
Ngữ hệ Sioux hay ngữ hệ Sioux–Catawba là một ngữ hệ Bắc Mỹ chủ yếu được nói quanh vùng Đại Bình nguyên, các thung lũng tại Ohio và Mississippi, với một vài ngôn ngữ khác nằm ở miền đông.

## Tên gọi
Những tác giả gọi cả ngữ hệ là Sioux phân biệt giữa hai nhánh Sioux Tây và Sioux Đông (hay Sioux lõi và Catawba). Những người khác lại giới hạn cái tên "Sioux" cho nhánh miền tây và dùng tên Sioux–Catawba cho cả ngữ hệ.

## Phân loại
Ngữ hệ Sioux bao gồm ngữ tộc Sioux Tây và ngữ tộc Catawba. Ngữ tộc Siou Tây được chia thành nhóm ngôn ngữ sông Missouri (gồm tiếng Crow và tiếng Hidatsa), tiếng Mandan; nhóm ngôn ngữ sông Mississippi (như tiếng Dakota, tiếng Chiwere-Winnebago và tiếng Dhegihan) và nhóm ngôn ngữ Sioux thung lũng Ohio. Ngữ tộc Catawba chỉ gồm tiếng Catawba và tiếng Woccon.

## Mối quan hệ
Tiếng Yuchi (hiện được xem là ngôn ngữ tách biệt) có thể có liên quan với ngữ hệ Sioux–Catawba, dựa trên cả so sánh hình thái và sự thay đổi âm vị.
Vào thế kỷ XIX, Robert Latham đề xuất rằng ngữ hệ Sioux có quan hệ với hai ngữ hệ Caddo và Iroquois. Năm 1931, Louis Allen đưa ra danh sách đầu tiên về về sự tương đồng ở 25 mảng từ vựng trong các ngôn ngữ Sioux và Iroquois. Thập niên 1960 và 1970, Wallace Chafe nghiên cứu xa hơn về mối liên kết giữa hai ngữ hệ Sioux và Caddo. Thập niên 1990, Marianne Mithun so sánh hình thái và cú pháp của cả ba ngữ hệ. Hiện nay, giả thuyết ngữ hệ Đại Sioux này chưa được chứng minh, và sự tương tự giữa ba ngữ hệ có thể là kết quả của việc các ngôn ngữ tiền thân của chúng cùng thuộc một sprachbund.